# Mallotus eberhardtii
Mallotus eberhardtii är en törelväxtart som beskrevs av François Gagnepain. Mallotus eberhardtii ingår i släktet Mallotus och familjen törelväxter. Inga underarter finns listade i Catalogue of Life.